# Meža

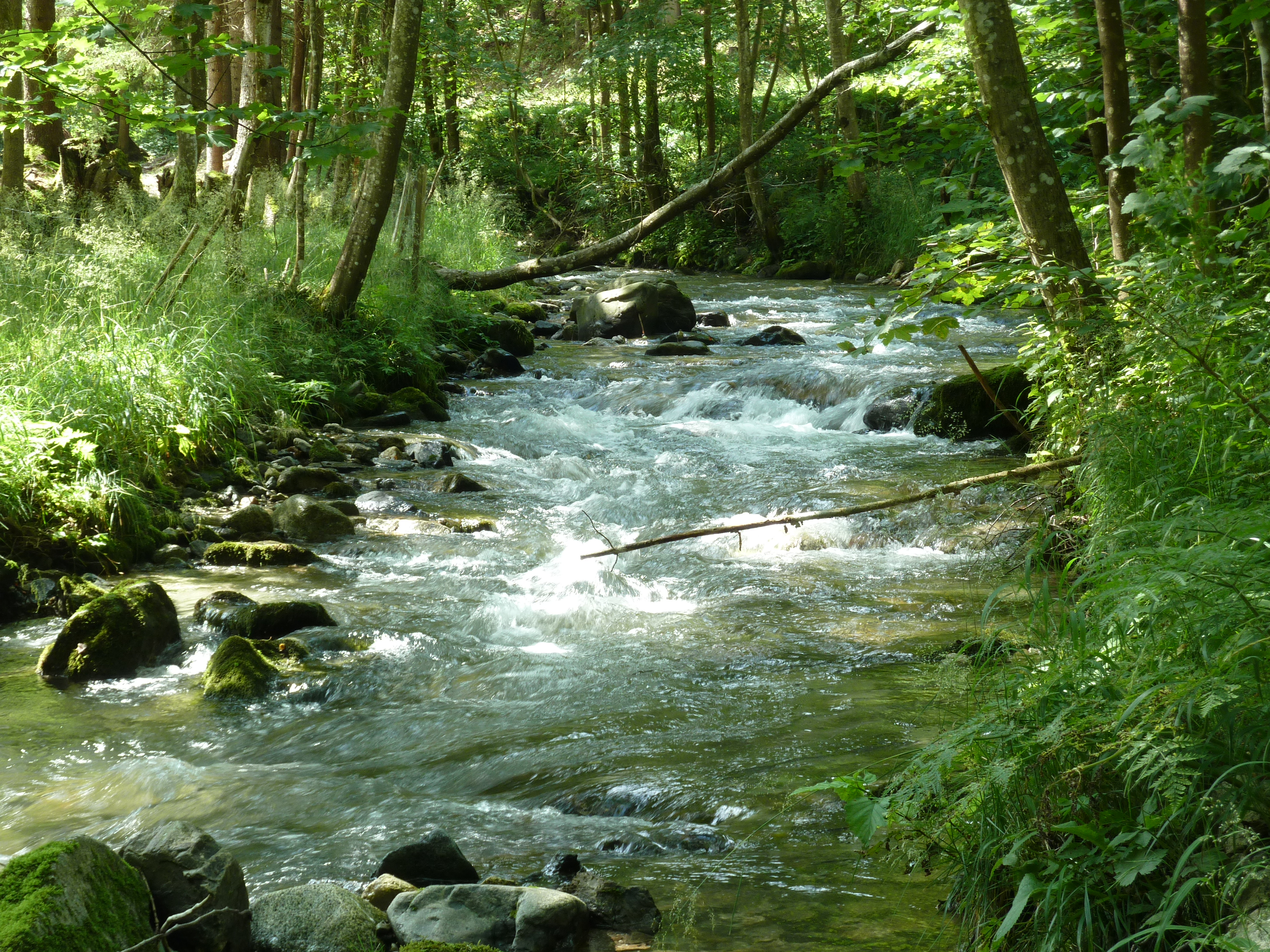
Övre delen av Meža nära Črna.

Meža (tyska: Miess) är en flod som rinner från förbundslandet Kärnten i Österrike till Slovenien där den mynnar ut i floden Drava. Meža är 43 kilometer lång varav den  största delen, 42 kilometer, är i Slovenien.
Meža, som har sin källa norr om berget Mount Olševa i Karawankerna, går under jorden en kilometer från källan och dyker upp igen i Koprivna väster om Črna na Koroškem i Slovenien. Från Črna rinner floden norrut mellan bergen Peca och Uršlja gora till samhällena Mežica och Poljana och sedan österut mot floden Drava. 
Den första delen av Meža är en typisk alpflod, men efter Črna blir den en långsam, meandrande låglandsflod. Den rinner ut i floden Mislinja, som rinner ihop med floden Meža strax innan den i sin tur rinner ut i Drava.